# Anne-Sophie Doyen
Anne-Sophie Doyen, née le 27 novembre 1983 à Cambrai, est une gymnaste française qui est membre de l'ensemble France de 1996 à 2000.

## Palmarès
1998
- 15e au concours général des championnats du monde de Séville.

1999
- 8e au concours général des championnats du monde d'Osaka
- 5e à la finale « 2 cerceaux - 3 rubans » des championnats du monde d'Osaka
- 4e au concours général et à la finale « 2 cerceaux - 3 rubans » aux championnats d'Europe de Budapest
- 6e en finale aux 10 massues aux championnats d'Europe de Budapest.

2000
- 9e aux jeux olympiques de Sydney
- 6e au tournoi de Thiais
- Vainqueur du tournoi de Liévin
- 3e du tournoi de Malaga.